# Puente Alto
Puente Alto é uma comuna do Chile, localizada na Região Metropolitana de Santiago, que atualmente forma parte da Grande Santiago e é a capital da Província de Cordillera.